# Pseudomyrmex malignus
Pseudomyrmex malignus es una especie de hormiga del género Pseudomyrmex, subfamilia Pseudomyrmecinae.

## Historia
Esta especie fue descrita científicamente por Wheeler en 1921.